# Campeonato da Europa de Atletismo de 2012 - Revezamento 4x400 m feminino
A prova dos 4 x 400 metros estafetas feminino do Campeonato da Europa de Atletismo de 2012 foi disputada entre os dias 30 de junho e 1 de julho de 2012 no Estádio Olímpico de Helsinque em Helsinque,  na Finlândia. 

## Recordes
Antes desta competição, os recordes mundiais e do campeonato nesta prova eram os seguintes:
|                       | Nome                                                               | Nacionalidade     | Tempo   | Local     | Data                 |
| --------------------- | ------------------------------------------------------------------ | ----------------- | ------- | --------- | -------------------- |
| Recorde mundial       | (Tatyana Ledovskaya, Olga Nazarova Mariya Pinigina, Olga Bryzgina) | União Soviética   | 3m15s17 | Seul      | 1 de outubro de 1988 |
| Recorde do campeonato | (Kirsten Emmelmann, Sabine Busch Petra Müller, Marita Koch)        | Alemanha Oriental | 3m16s87 | Estugarda | 31 de agosto de 1986 |
| Recorde europeu       | (Tatyana Ledovskaya, Olga Nazarova Mariya Pinigina, Olga Bryzgina) | União Soviética   | 3m15s17 | Seul      | 1 de outubro de 1988 |

## Medalhistas
| Ouro                                                                            | Prata                                                               | Bronze                                                                            |
| Ucrânia · Yuilya Olishevska · Olha Zemlyak · Nataliya Pyhyda · Alina Lohvynenko | França Phara Anacharsis Lenora Guion Firmin Marie Gayot Floria Guei | Chéquia · Zuzana Hejnová · Zuzana Bergrová · Jitka Bartoničková · Denisa Rosolová |

## Cronograma
Todos os horários são locais (UTC+3).
| Data        | Hora  | Evento  |
| ----------- | ----- | ------- |
| 30 de junho | 21:50 | Bateria |
| 1 de julho  | 19:25 | Final   |

## Resultados

### Bateria
Qualificação: 3 atletas de cada bateria (Q) mais os 2 melhores qualificados (q). 
| Posição | Bateria | Raia | Nacionalidade | Atletas                                                                    | Tempo   | Notas  |
| ------- | ------- | ---- | ------------- | -------------------------------------------------------------------------- | ------- | ------ |
| 1       | 2       | 3    | França        | Phara Anacharsis Elea Mariama Diarra Lenora Guion Firmin Floria Guei       | 3:29.03 | Q      |
| 2       | 1       | 4    | Ucrânia       | Yuilya Olishevska Darya Prystupa Nataliya Pyhyda Alina Lohvynenko          | 3:29.09 | Q      |
| 3       | 2       | 6    | Grã-Bretanha  | Eilidh Child Kelly Massey Nicola Sanders Shana Cox                         | 3:29.96 | Q      |
| 4       | 2       | 7    | Chéquia       | Jitka Bartoničková Denisa Rosolová Zuzana Bergrová Zuzana Hejnová          | 3:30.86 | Q      |
| 5       | 2       | 5    | Rússia        | Olga Tovarnova Tatyana Veshkurova Liliya Molgacheva Yuliya Terekhova       | 3:31.35 | q      |
| 6       | 1       | 3    | Alemanha      | Esther Cremer Janin Lindenberg Christiane Klopsch Fabienne Kohlmann        | 3:31.38 | Q      |
| 7       | 1       | 1    | Roménia       | Elena Mirela Lavric Alina Panainte Bianca Razor Angela Moroșanu            | 3:31.48 | Q      |
| 8       | 2       | 1    | Polónia       | Agata Bednarek Justyna Święty Iga Baumgart Anna Jesień                     | 3:31.50 | q      |
| 8       | 1       | 2    | Bielorrússia  | Maryna Boika Iryna Khliustava Yulia Yurenya Ilona Usovich                  | 3:31.50 |        |
| 10      | 2       | 2    | Itália        | Chiara Bazzoni Maria Enrica Spacca Libania Grenot Marta Milani             | 3:31.64 |        |
| 11      | 1       | 6    | Noruega       | Irene Høvik Helgesen Nina Katrine Brandt Line Kloster Martine Eikemo Borge | 3:37.74 |        |
| 12      | 1       | 7    | Espanha       | Aauri Bokesa Natalia Romero Begoña Garrido Andrea Díez                     | 3:38.00 |        |
| 13      | 2       | 8    | Portugal      | Carla Tavares Carolina Duarte Vera Barbosa Joceline Monteiro               | 3:40.79 |        |
| 14      | 2       | 4    | Finlândia     | Jenni Kivioja Ella Räsänen Ilona Punkkinen Emma Millard                    | 3:40.97 |        |
| 15      | 1       | 5    | Irlanda       | Claire Bergin Joanne Cuddihy Marian Heffernan Michelle Carey               | DSQ     |        |
| —       | 1       | 8    | Turquia       | Sema Apak Merve Aydın Meliz Redif Pınar Saka                               | 3:34.70 | Doping |

### Final
| Posição           | Raia | Nacionalidade | Atletas                                                             | Tempo   | Notas |
| ----------------- | ---- | ------------- | ------------------------------------------------------------------- | ------- | ----- |
| Medalha de ouro   | 6    | Ucrânia       | Yuilya Olishevska Olha Zemlyak Nataliya Pyhyda Alina Lohvynenko     | 3:25.07 |       |
| Medalha de prata  | 3    | França        | Phara Anacharsis Lenora Guion Firmin Marie Gayot Floria Guei        | 3:25.49 |       |
| Medalha de bronze | 8    | Chéquia       | Zuzana Hejnová Zuzana Bergrová Jitka Bartoničková Denisa Rosolová   | 3:26.02 |       |
| 4                 | 5    | Grã-Bretanha  | Shana Cox Nicola Sanders Lee McConnell Eilidh Child                 | 3:26.20 |       |
| 5                 | 4    | Alemanha      | Esther Cremer Janin Lindenberg Christiane Klopsch Fabienne Kohlmann | 3:27.81 |       |
| 6                 | 2    | Rússia        | Olga Tovarnova Tatyana Veshkurova Yuliya Terekhova Ksenia Zadorina  | 3:28.36 |       |
| 7                 | 7    | Roménia       | Sanda Belgyan Elena Mirela Lavric Bianca Razor Angela Moroșanu      | 3:29.80 |       |
| 8                 | 1    | Polónia       | Agata Bednarek Justyna Święty Magdalena Gorzkowska Anna Jesień      | 3:30.17 |       |

Legenda
| Recorde mundial       | Recorde mundial (World record)               |                       | Recorde africano                      | Recorde africano (African) |                                           | Q | Classificado por posição (Qualified) |
| Recorde do campeonato | Recorde do campeonato (Championship record)  | Recorde da América    | Recorde da América (Americas)         | q                          | Classificado por melhor tempo (Qualified) |   |                                      |
| Melhor marca do ano   | Melhor marca do ano (World leading)          | Recorde asiático      | Recorde asiático (Asian)              | DNS                        | Não largou (Did not start)                |   |                                      |
| Recorde nacional      | Recorde nacional (National record)           | Recorde europeu       | Recorde europeu (European)            | DNF                        | Não terminou (Did not finish)             |   |                                      |
| Recorde pessoal       | Recorde pessoal do atleta (Personal best)    | Recorde da Oceania    | Recorde da Oceania (Oceania)          | DSQ / DQ                   | Desclassificado (Disqualified)            |   |                                      |
| Recorde da temporada  | Recorde da temporada do atleta (Season best) | Recorde sul-americano | Recorde sul-americano (South America) | NM                         | Sem marca (No mark)                       |   |                                      |